# Suu
Susana Ventura (Barcelona, 14 de gener del 2000), coneguda artísticament amb el monònim de Suu, és una cantautora catalana que es va popularitzar en un primer moment a la xarxa social Instagram amb cançons com «Lligar no és lo teu».

## Trajectòria
Amb 18 anys, l'any 2018 va llançar l'àlbum Natural, i va rebre el premi Enderrock a millor artista revelació. Aquell any va actuar en diferents festivals com el Clownia o el Canet Rock. El gener de 2020 va treure Ventura, el seu segon àlbum, amb vuit cançons en castellà i una en català, «Tant de bo», que va ser la cançó de l'estiu de TV3.
L'any 2020, durant la pandèmia de la COVID-19, va publicar el seu primer llibre de poemes i microrelats, Fauna o amor. L'abril de 2022 va publicar el seu tercer disc Karaoke, tot fent una referència a l'entreteniment en grup on es canta sobre una música enregistrada i que es va fer popular a les dècades del 1980 i 1990. El 14 de febrer de 2025, va publicar el seu quart disc anomenat Material sensible.

## Discografia

### Àlbums
- Natural (Halley Records, 2018)
- Ventura (Halley Records, 2020)
- Karaoke (Halley Records, 2022)
- Material sensible (Halley Records, 2025)[8]

### Senzills
- Un trago de ti (2020) (amb Vicco)
- Un rayito (2025) (amb Carlos Sadness)[9]